# Prażmów (gmina)
Pour les articles homonymes, voir Prażmów.
Prażmów est une gmina rurale (gmina wiejska) de la powiat de Piaseczno, dans la Voïvodie de Mazovie, dans le centre-est de la Pologne.
Son siège administratif (chef-lieu) est le village de Prażmów qui se situe environ 15 kilomètres au sud de Piaseczno (siège de la powiat) et 31 kilomètres au sud de Varsovie (capitale de la Pologne).
La gmina couvre une superficie de 86,11 km2 pour une population de 10 567 habitants en 2016.

## Histoire
De 1975 à 1998, la gmina est attachée administrativement à la voïvodie de Varsovie.

Depuis 1999, elle fait partie de la voïvodie de Mazovie.

## Géographie
La gmina inclut les villages et localités de :

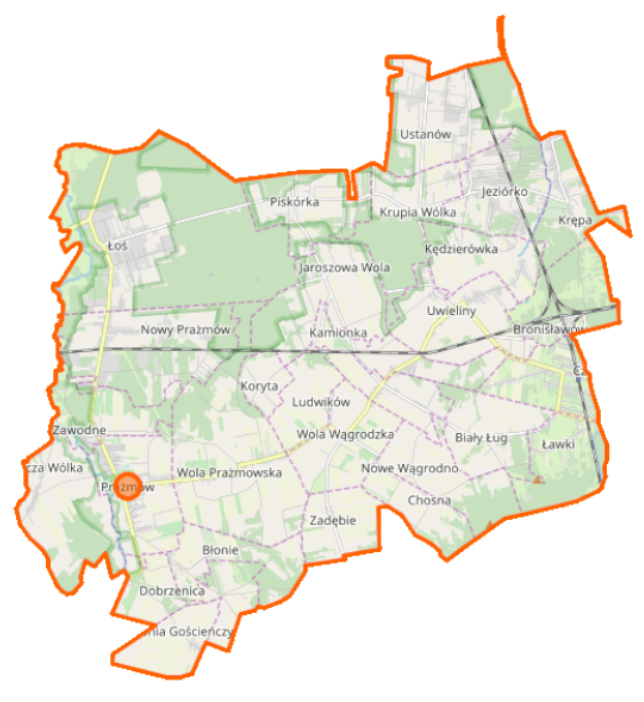
Plan de la gmina

- Biały Ług
- Błonie
- Bronisławów
- Chosna
- Dobrzenica
- Gabryelin
- Jaroszowa Wola
- Jeziórko
- Kamionka
- Kędzierówka
- Kolonia Gościeńczyce
- Koryta
- Krępa
- Krupia Wólka
- Ławki
- Łoś
- Ludwików
- Nowe Wągrodno
- Nowy Prażmów
- Piskórka
- Prażmów
- Ustanów
- Uwieliny
- Wągrodno
- Wilcza Wólka
- Wola Prażmowska
- Wola Wągrodzka
- Zadębie
- Zawodne

### Gminy voisines
La gmina de Prażmów est voisine des gminy suivantes :
- Chynów
- Góra Kalwaria
- Grójec
- Piaseczno
- Tarczyn

## Structure du terrain
D'après les données de 2002, la superficie de la commune de Prażmów est de 86,11 km2, répartis comme tel :
- terres agricoles : 68 %
- forêts : 21 %

La commune représente 16,99 % de la superficie du powiat.

## Démographie
Données du 30 juin 2004 :
| Description        | Total  | Total | Femmes | Femmes | Hommes | Hommes |
| ------------------ | ------ | ----- | ------ | ------ | ------ | ------ |
| Unité              | Nombre | %     | Nombre | %      | Nombre | %      |
| Population         | 8 312  | 100   | 4 216  | 50,7   | 4 096  | 49,3   |
| Densité (hab./km²) | 96,5   | 96,5  | 49     | 49     | 47,6   | 47,6   |